# Scaphyglottis imbricata
Scaphyglottis imbricata är en orkidéart som först beskrevs av John Lindley, och fick sitt nu gällande namn av Robert Louis Dressler. Scaphyglottis imbricata ingår i släktet Scaphyglottis och familjen orkidéer. Inga underarter finns listade i Catalogue of Life.